# (5096) Лузин
(5096) Лузин (лат. Luzin) — типичный астероид главного пояса, открыт 5 сентября 1983 года советским астрономом Людмилой Журавлёвой в Крымской астрофизической обсерватории и 4 мая 1999 года назван в честь российского и советского математика Николая Лузина.

## Обнаружение и именование
(5096) Лузин
Открыт 5 сентября 1983 года в Научном Л. В. Журавлёвой.
Назван в память о математике Николае Николаевиче Лузине (1883—1950) — профессоре Московского университета, внёсшем фундаментальный вклад в теорию действительных функций.
Оригинальный текст (англ.)5096 Luzin
Discovered 1983-09-05 by Zhuravleva, L. V. at Nauchnyj.
Named in memory of the mathematician Nikolaj Nikolaevich Luzin (1883—1950), professor at Moscow University, who made fundamental contributions to the theory of real functions.
Источники: DISCOVERY.DB; M.P.C. 34620.

## Орбита

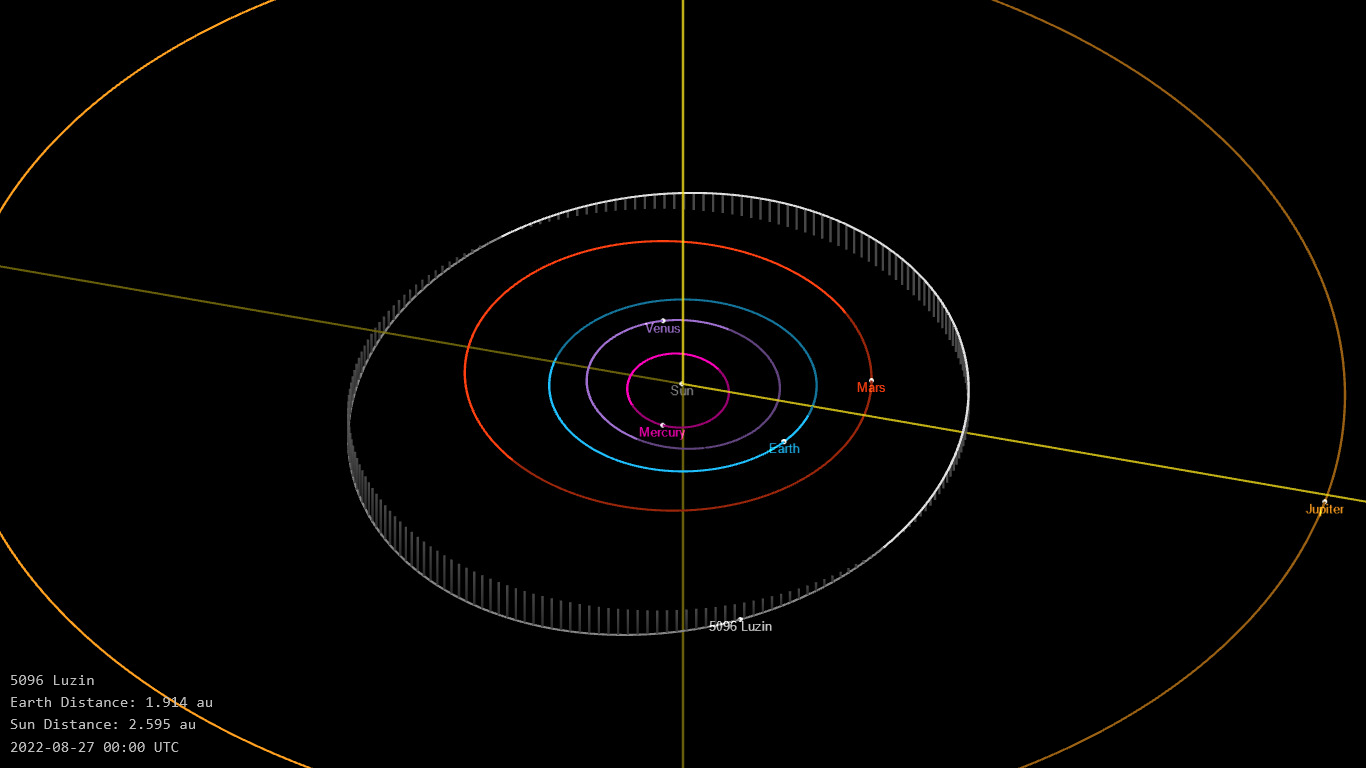
Орбита астероида Лузин и его положение в Солнечной системе

## Физические характеристики
Астероид относится к таксономическому классу S.
По результатам наблюдений в видимом и ближнем инфракрасном диапазоне космического телескопа NEOWISE диаметр астероида сначала оценивался равным 7,178±0,082 км, позже — 6,874±0,151 км. Согласно тем же источникам альбедо оценивается как 0,2609±0,0250 и 0,284±0,053.